# Yaloms Anleitung zum Glücklichsein

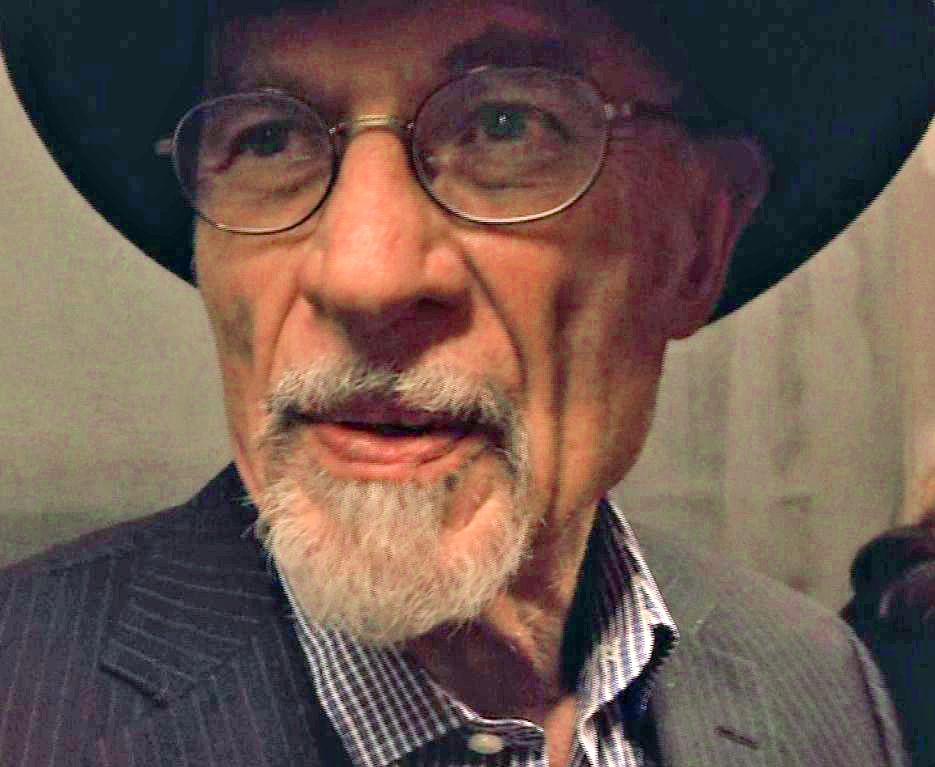
Irvin Yalom bei der Filmpremiere in Zürich

Yaloms Anleitung zum Glücklichsein (Originaltitel: Yalom’s Cure) ist ein Schweizer Dokumentarfilm von Sabine Gisiger aus dem Jahr 2014 über den US-amerikanischen Psychiater und Bestsellerautor Irvin D. Yalom. Der Film wurde am 9. August 2014 auf dem Internationalen Filmfestival von Locarno außer Konkurrenz uraufgeführt. Kinostart in Deutschland und in der Schweiz war am 2. Oktober 2014.

## Inhalt
Der Film ist geprägt von Gesprächssequenzen, in denen Yalom über die menschliche Natur sowie über Unglück und geglückte Lebensführung spricht. Dazwischen erlebt ihn der Zuschauer schreibend, sprechend, Rad fahrend, tauchend, im Gespräch mit seiner Frau sowie im Kreis seiner Familie. In Rückblenden werden anhand von alten Fotos und Familienfilmen Yaloms Herkunft und Werdegang beleuchtet. Die Methode der Gruppentherapie, die Yalom gemeinsam mit anderen entwickelt hat, wird durch nachgestellte Therapiesitzungen erlebbar gemacht.

## Hintergrund
Der Dokumentarfilm wurde von der Schweizer Produktionsfirma Das Kollektiv für audiovisuelle Werke GmbH in Zusammenarbeit mit dem Schweizer Radio und Fernsehen (SRF) und der Schweizerischen Radio- und Fernsehgesellschaft (SRG SSR) produziert. Nach Aussage der Regisseurin war das Filmprojekt finanziell gefährdet und konnte letztlich nur durch weitere private Investoren realisiert werden.
Gisiger hat drei Jahre an dem Filmprojekt gearbeitet. Gedreht wurde vor allem auf dem US-amerikanischen Festland, aber auch in Hawaii und in der Provence. Recherchen für den Film und Übersetzungen aus dem Jiddischen machte der Zürcher Psychiater Daniel Teichman.
Yalom zeigte sich gegenüber dem Tages-Anzeiger zufrieden mit dem Film und positiv überrascht, dass die Tatsache, dass er ein Taucher sei, zu einer «so schöne[n] Metapher für meinen Beruf werden» konnte. Vom Filmtitel ist er dagegen nicht überzeugt. Yalom sagte der Neuen Zürcher Zeitung, er habe diesen «so wenig erfunden, wie das noch schlimmere ‹Cure› im (Original-)Titel». Dies sei der «PR» geschuldet. Sabine Gisiger bestätigt das in einem Gespräch mit Thomas Haemmerli: «Anleitung zum Glücklichsein» sei der Wunsch des deutschen Verleihs gewesen, treffe aber das Wesen der Psychoanalyse nicht.

## Kritiken
Der Tagesspiegel lobte, dass der Dokumentarfilm entgegen seinem Namen keine Anleitung zum Glücklichsein enthalte. «Statt sich in Leitfäden zu verwickeln», spreche «Yalom über sein Leben: wie man wird, was man ist».
Die Berner Zeitung attestierte, Yaloms Anleitung zum Glücklichsein zeige nicht «das verklärte Bild eines Heilers», sondern sei das «ehrliche Porträt eines Mannes, der sagt: ‹Therapeuten sind selbst ein Leben lang in Therapie›».
Wolfgang Hamdorf vom film-dienst sah in dem Film mehr als «ein konventionelles Biopic» und schrieb dies der «starken Persönlichkeit des Protagonisten selbst», der «Vielschichtigkeit, in der sich Privates und Psychologisches» verbinde sowie der beinah «meditativen Ruhe» des Films zu. «Die zeitlosen Landschafts- und Naturaufnahmen» würden «wie Metaphern seelischer Ausgeglichenheit» wirken, Musik sei «fast immer präsent», werde «aber nie aufdringlich».
Die Neue Zürcher Zeitung resümierte, Sabine Gisiger schaffe es in ihrem Dokumentarfilm, «das Denken eines Mannes in Bilder zu fassen».
Die Frankfurter Rundschau schrieb, um den Film genießen zu können, brauche man «eine gewisse Toleranz gegenüber Musterschülern». Doch Yalom spreche mit «solcher Verschmitztheit, mit einem entwaffnenden Lächeln über die Versagensängste seines Lebens, seinen Ehrgeiz, seine Eifersucht», dass es beeindrucke. Es gebe keinen «besseren Beleg für Yaloms These, dass das Leben desto besser werde, je mehr man sich selbst kennenlernte, als ihn selbst».

## Auszeichnungen
Yaloms Anleitung zum Glücklichsein wurde für den Schweizer Filmpreis 2015 in den Kategorien Bester Dokumentarfilm und Beste Filmmusik nominiert.